# Taussac-la-Billière
Taussac-la-Billière település Franciaországban, Hérault megyében. Lakosainak száma 462 fő (2022. január 1.). Taussac-la-Billière Combes, Hérépian, Lamalou-les-Bains, Le Pradal, Rosis, Saint-Étienne-Estréchoux, Saint-Gervais-sur-Mare, La Tour-sur-Orb és Villemagne-l’Argentière községekkel határos.

## Népesség
A település népessége az elmúlt években az alábbi módon változott:
| Lakosok száma | 219  | 259  | 330  | 407  | 457  | 441  | 446  | 457  | 455  | 462  |
|               | 1968 | 1982 | 1990 | 2006 | 2013 | 2015 | 2017 | 2019 | 2020 | 2022 |